# Sandra Parpan
Sandra Parpan (* 7. November 1967) ist eine ehemalige Schweizer Skilangläuferin.

## Werdegang
Parpan, die für den SC Lenzerheide startete, trat international erstmals bei den Nordischen Junioren-Skiweltmeisterschaften 1986 in Lake Placid in Erscheinung. Dort belegte sie den 30. Platz über 5 km, den 18. Rang über 15 km und den fünften Platz mit der Staffel. Im folgenden Jahr lief sie bei den Nordischen Junioren-Skiweltmeisterschaften in Asiago auf den 30. Platz über 5 km, auf den 15. Rang über 15 km und auf den neunten Platz mit der Staffel. In der Saison 1987/88 belegte sie bei den Schweizer Meisterschaften 1988 den fünften Platz über 5 km klassisch und jeweils den vierten Rang über 10 km klassisch und 20 km Freistil und wurde daraufhin für die Olympischen Winterspiele in Calgary nominiert. Dort errang sie den 32. Platz über 10 km klassisch und zusammen mit Karin Thomas, Evi Kratzer und Christine Gilli-Brügger den vierten Platz in der Staffel. Im folgenden Jahr holte sie bei den Schweizer Meisterschaften Gold mit der Staffel. Zudem kam sie jeweils auf den siebten Platz über 5 km klassisch und 10 km klassisch sowie auf den fünften Rang über 20 km Freistil und wurde daraufhin für die Nordischen Skiweltmeisterschaften 1989 in Lahti nominiert. Dort lief sie auf den 40. Platz über 10 km Freistil und auf den 37. Rang über 15 km klassisch. Im März 1989 siegte sie beim Engadin Skimarathon. In der Saison 1989/90 gewann sie bei den Schweizer Meisterschaften 1990 Bronze über 30 km Freistil und Silber mit der Staffel. Zudem holte sie dabei über 15 km klassisch ihren ersten und einzigen Einzeltitel. Nach der Saison 1989/90 beendete sie ihre Karriere.

## Teilnahmen an Weltmeisterschaften und Olympischen Winterspielen

### Olympische Winterspiele
- 1988 Calgary: 4. Platz Staffel, 32. Platz 10 km klassisch

### Nordische Skiweltmeisterschaften
- 1989 Lahti: 37. Platz 15 km klassisch, 40. Platz 10 km Freistil